# シリル・マカナキ
シリル・マカナキ（Cyrille Thomas Makanaky, 1965年6月28日 - ）は、カメルーン・ドゥアラ出身のサッカー選手。元カメルーン代表である。ポジションはフォワード。

## 経歴
1984-85シーズン、ディビジョン4に属していたFCサン＝ルーでは26得点した。1985-86シーズンから4シーズンはリーグ・アンのクラブを渡り歩き、ガゼレク・アジャクシオでは8得点した。1990年のイタリアW杯に出場した。1995-96シーズンに復帰したアジャクシオでは18得点した。

## 所属クラブ
- 1984年 - 1985年  FCサン＝ルー（フランス語版）
- 1985年 - 1987年  ガゼレク・アジャクシオ
- 1987年 - 1988年  SCトゥーロン
- 1988年 - 1989年  RCランス
- 1989年 - 1990年  SCトゥーロン
- 1990年 - 1992年  マラガCF
- 1992年 - 1993年  ビジャレアルCF
- 1993年 - 1994年  マッカビ・テルアビブFC
- 1994年 - 1995年  バルセロナSC
- 1995年 - 1996年  ガゼレク・アジャクシオ
- 1996年 - 1997年  バルセロナSC